# Déservillers
Déservillers település Franciaországban, Doubs megyében. Lakosainak száma 336 fő (2022. január 1.). Déservillers Amancey, Montmahoux, Bolandoz, Levier és Éternoz-Vallée-du-Lison községekkel határos.

## Népesség
A település népességének változása:
| Lakosok száma | 309  | 263  | 288  | 283  | 346  | 343  | 339  | 344  | 342  | 336  |
|               | 1968 | 1982 | 1990 | 2006 | 2013 | 2015 | 2017 | 2019 | 2020 | 2022 |